# AudioCubes

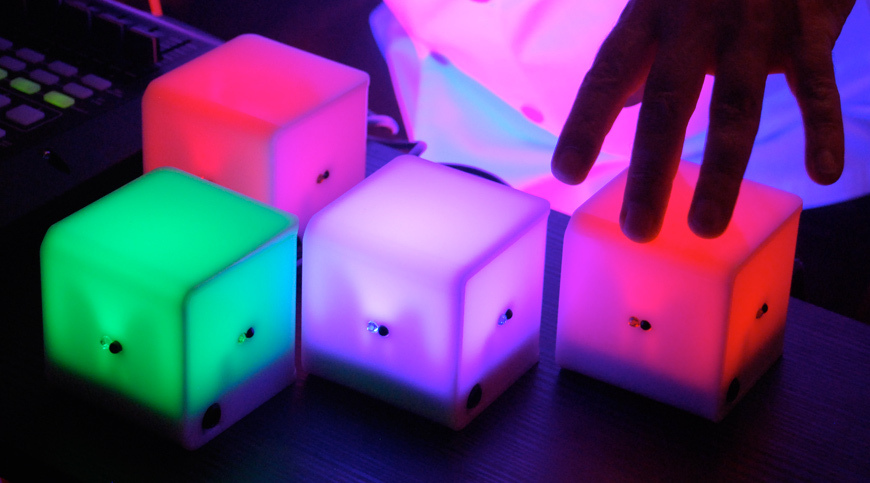
Audiocubes de Percussa

Los AudioCubes son una colección de objetos "inteligentes" y luminosos, que son capaces de detectar la distancia y orientación entre ellos, además de los gestos del usuario. Fueron creados por Bert Schiettecatte. Son un instrumento musical electrónico, que está diseñado para ser usado por músicos dedicados a la ejecución en vivo, el diseño sonoro, la composición musical y la creación de aplicaciones interactivas en Max DSP, Pure Data y C++. Los AudioCubes son un ejemplo de una interfaz de usuario tangible, así como de un dispositivo de ambiente.
El diseño fue presentado por Bert Schiettecatte en abril del 2004 en la conferencia CHI2004 en Viena. El primer prototipo de los AudioCubes fue mostrado en el Museo de Arte Contemporáneo MUHKA en Amberes en diciembre del 2004. Fueron usados como una instalación de arte creada en colaboración con Peter Swinnen durante el festival Champ D’Action Time Canvas.
En enero del 2007, los AudioCubes fueron lanzados al mercado  y se ofrecieron por medio del sitio web de Percussa, una compañía que Bert Schiettecatte fundó en octubre del 2004 con miras en el futuro desarrollo y comercialización de los AudioCubes.

## Arquitectura de Hardware
Cada AudioCube es idéntico a los demás y tiene una pequeña computadora integrada que es capaz de medir las distancias así como detectar la posición y orientación de otros discos en la red. Los AudioCubes no necesitan de drivers para funcionar y se comunican usando HID de alta velocidad.
Cada AudioCube tiene cuatro sensores infrarrojos (uno en cada cara lateral) para comunicarse y medir distancias, un procesador digital de señal (DSP), leds para indicar el estado del cubo y una batería recargable vía USB. Todo esto dentro de una estructura translúcida.

## Compatibilidad MIDI y OSC
Los AudioCubes trabajan con cualquier software y dispositivo que sea compatible con MIDI (como Pro Tools, FL Studio, Logic Pro, Reason, drum machine, monome, etc.). Para conectar los AudioCubes con un software o dispositivo que sea compatible con MIDI se necesita una aplicación llamada MIDIBridge, que es usada como intérprete. 
Además de la compatibilidad con MIDI, los AudioCubes también cuenta con un servidor OSC que recibe datos de OSC.

## Aplicaciones
Diversas aplicaciones han sido creadas para trabajar con los AudioCubes, cada una enfocada a una función distinta: diseño sonoro, composición, interpretación en vivo, así como para la creación de aplicaciones en MAX/MSP, PureData y C++.
- MIDIBridge: manda y recibe MIDI hacia otro cliente MIDI compatible, ya sea de software o de hardware (para interpretaciones en vivo).
- DeckaBridge: creado específicamente para permitir a los AudioCubes trabajar con el software para DJ's Deckadance.
- PluginWrapper: aplicación diseñada para usar los plugins tipo VST por medio de los AudioCubes.
- Loopshaper: para hacer loops y sonidos con los cubos (Diseño sonoro).
- Modulor: detecta y se comunica con redes de AudioCubes de forma inalámbrica y transmite esa información vía MIDI a un dispositivo (Composición).
- Improvisor: un secuenciador con capacidad MIDI (Composición).
- Evolvor: genera señales LFO complejas usando los AudioCubes (diseño sonoro)
- Flext external para Max/Msp: usado para crear patches especializados para los cubos en MAX dsp.
- OSC server: manda información acerca de la posición, orientación y los datos del sensor de los AudioCubes hacia otro cliente OSC.
- Librería SDK C++: para crear tus propias aplicaciones que trabajen con los AudioCubes.
- FM synthesizer para AudioCubes: para crear sonidos sin la necesidad de ningún software o hardware adicional (en desarrollo).

Además de esto, varios "parches" para  Max/MSP han sido creados para trabajar con los AudioCubes.

### AudioCubes para la ejecución en vivo
Los AudioCubes pueden ser usados para mandar notas MIDI a cualquier dispositivo compatible usando MIDIBridge. Cuando dos AudioCubes son puestos juntos, se detectan y disparan información en forma de notas MIDI. Dicha información puede controlar muchos tipos de señales, como por ejemplo los clips de audio de un DAW. Se puede asignar una pista de audio diferente, a cada cara del cubo.
The AudioCubes también pueden medir distancias a otros objetos, cuando son configurados como cubos sensores en MIDIBridge. De la misma manera, los datos del sensor son mandados a la computadora de forma continua, y pueden ser usados para controlar distintos parámetros dentro de un DAW. Como cada cubo posee cuatro sensores, se pueden controlar hasta 4 parámetros distintos por AudioCube.
Además, se pueden controlar los colores RGB de los AudioCubes y usar esta información durante alguna representación.

### AudioCubes para el Diseño Sonoro
Los sensores integrados de los AudioCubes también se pueden usar para modificar sonidos. Alejando y acercando las manos o los dedos de sus cuatro sensores, se generan cuatro diferentes CC en MIDI que pueden ser enviados a instrumentos MIDI compatibles. Usando un AudioCube de esta forma, se puede comparar con un Therevin 4D.

### AudioCubes para la composición musical
Cuando se usa la aplicación "Improvisor", los patrones de velocity (MIDI) y de los semitonos se asocian de manera automática a los AudioCube. Cuando los cubos se encuentran cercanos pueden seguir la melodía unos de otros.

### AudioCubes para crear aplicaciones interactivas
Existen muchas herramientas disponibles para crear tus propias aplicaciones para los AudioCubes en Max/msp, Pure data y C++.

## Artistas
Los AudioCubes son usados en vivo por muchos artistas como Mark Mosher, Pearls for Swines, Richard Devine, Steve Baltes, Bostich from Nortec, Ilan Kriger, Arecio Smith, Julien Pauty, The European Bridges Ensemble

## Ejemplos de interfaz de usuario tangible
En los últimos años se ha hecho mucha investigación en el campo de las interfases tangibles de usuario. La Reactable es otro ejemplo muy claro de este tipo de interfases. Esta es una instalación en que la gente puede mover objetos a través de una superficie en la que se hace una proyección. La forma en que se muevan los objetos controla los parámetros de un programa.

## Premios
Por su invención, Bert Schiettecatte recibió en 2009 el prestigioso Premio Max Mathews en París. También fue invitado a dar una plática TEDx en Cannes, en septiembre del 2010.[cita requerida]